# Vine, Vojnik
Vine este o localitate din comuna Vojnik, Slovenia, cu o populație de 76 de locuitori.